# フランシスコ・カナロ
フランシスコ・カナロ（Francisco Canaro, 1888年11月26日 - 1964年12月14日）は、ウルグアイ出身で主として隣国のアルゼンチンで活躍したタンゴのヴァイオリニスト・指揮者・作曲家。

## 生涯

### 人物
カナロはウルグアイのサン・ホセ・デ・マジョに生まれ、幼い頃に、アルゼンチンのブエノスアイレスに移住するが、実家の家計は苦しく、ギター・マンドリン・ヴァイオリン・ハモンドオルガン等の楽器をすべて独学でマスターした。タンゴ黄金期を支えたオデオン五大楽団の中心にいた人間である。
1906年にヴァイオリン、ギターそしてマンドリンとのトリオでデビュー、1964年に亡くなるまで、タンゴ界の第一線で活躍している。『タンゴの王』と言われ、作曲した作品は700曲、録音したレコードは7000タイトルにおよぶと自伝の中でカナロは語っている。この数字が信用できるかどうかはともかく、その充実した内容は『タンゴの王』という呼び名にふさわしいものといえる。

### 作風
彼がデビューして亡くなるまでの60年近い歳月の間、タンゴ界の大御所として君臨できた理由はいくつかあるが、時代を先取りしたアイディアを次々と打ち出した事や、60年の演奏キャリアの間演奏スタイルは変われど、簡明で親しみやすい演奏密度という一線を守り続けた事・あくまでも踊れるタンゴであることを主張したことが理由として挙げられる。
カナロはそのキャリアのすべてを通じて、メロディアスな演奏と中庸のテンポで大衆の支持を受け続け、このスタイルは聴くだけのモダン・タンゴの流行期になっても、崩される事はなかった。亡くなる3年前の1961年にはただ一度の来日を果たしている。1964年の12月14日に、職場で倒れ急逝。

### 備考
なお、カナロの名を冠した『パリのカナロ』 "Canaro en Paris" は、アレハンドロ・スカルピーノと、ファン・カルダレーラの両者の共同の作曲の1925年の作品で、1925年の大成功をおさめたパリへのカナロ楽団演奏旅行の新聞記事の見出しからとった題名の曲である。また、マリアーノ・モーレスとの合作のタンゴ『さらば草原よ』は、1957年度紅白歌合戦と1961年NHK紅白歌合戦で、藤沢嵐子によって歌われている。

## 関連書籍
- Karush, Matthew B. Culture of Class: Radio and Cinema in the Making of a Divided Argentina, 1920–1946. Duke University Press, 2012.
- Francisco Canaro: Mis memorias - Mis bodas de oro con el tango. Corregidor, Buenos Aires 1999, ISBN 9-50051-174-6.
- Selles, Roberto. "Francisco Canaro: una vida para el tango," Todo es historia, v 18, no. 226 (February 1986), 56-73.